# Гайзельбах
Гайзельбах (нем. Geiselbach) — община в Германии, в земле Бавария.
Подчиняется административному округу Нижняя Франкония. Входит в состав района Ашаффенбург.  Официальный код — 09 6 71 119.
Община подразделяется на 2 сельских округа.
По данным на 31 декабря 2015 года:
- территория —  1244,41 га;
- население —  2044 чел.;
- плотность населения —  164,25 чел./км²;
- землеобеспеченность с учётом внутренних вод —  6088,11 м²/чел.

До 1 января 1994 года община входила в состав административного сообщества Шёллькриппен.

## Население
По оценке на 31 декабря 2015 года население общины Гайзельбах составляет 2044 чел. 

| Дата      | 1840 | 1871 | 1900 | 1925 | 1939 | 1950 | 1961 | 1970 | 1987 | 2011 |
| --------- | ---- | ---- | ---- | ---- | ---- | ---- | ---- | ---- | ---- | ---- |
| Население | 900  | 918  | 925  | 1167 | 1233 | 1399 | 1336 | 1416 | 1646 | 2133 |

| Год       | 1960 | 1970 | 1980 | 1990 | 2000 | 2009 | 2010 | 2011 | 2012 | 2013 | 2014 | 2015 |
| --------- | ---- | ---- | ---- | ---- | ---- | ---- | ---- | ---- | ---- | ---- | ---- | ---- |
| Население | 1334 | 1444 | 1475 | 1822 | 2095 | 2141 | 2148 | 2119 | 2085 | 2062 | 2021 | 2044 |

## Личности
В Омерсбахе проживает Марсель Трагезер, автор историй для детей.